# Гікмен (Кентуккі)
Гікмен (англ. Hickman) — місто (англ. city) в США, в окрузі Фултон штату Кентуккі. Населення — 2365 осіб (2020).

## Географія
Гікмен розташований за координатами 36°34′0″ пн. ш. 89°11′3″ зх. д. / 36.56667° пн. ш. 89.18417° зх. д. (36.566636, -89.184029).  За даними Бюро перепису населення США в 2010 році місто мало площу 9,27 км², з яких 9,23 км² — суходіл та 0,04 км² — водойми.

## Демографія
Згідно з переписом 2010 року, у місті мешкало 2395 осіб у 892 домогосподарствах у складі 532 родин. Густота населення становила 258 осіб/км².  Було 1047 помешкань (113/км²).
Расовий склад населення:
| - 63,9 % — білих - 34,1 % — чорних або афроамериканців - 0,1 % — корінних американців |

До двох чи більше рас належало 1,7 %. Частка іспаномовних становила 1,0 % від усіх жителів.
За віковим діапазоном населення розподілялося таким чином: 19,8 % — особи молодші 18 років, 65,3 % — особи у віці 18—64 років, 14,9 % — особи у віці 65 років та старші. Медіана віку мешканця становила 38,2 року. На 100 осіб жіночої статі у місті припадало 120,3 чоловіків;  на 100 жінок у віці від 18 років та старших — 121,8 чоловіків також старших 18 років.
Середній дохід на одне домашнє господарство  становив 32 657 доларів США (медіана — 19 348), а середній дохід на одну сім'ю — 42 964 долари (медіана — 30 825). Медіана доходів становила 38 468 доларів для чоловіків та 21 667 доларів для жінок. За межею бідності перебувало 41,1 % осіб, у тому числі 53,8 % дітей у віці до 18 років та 26,2 % осіб у віці 65 років та старших.
Цивільне працевлаштоване населення становило 679 осіб. Основні галузі зайнятості: освіта, охорона здоров'я та соціальна допомога — 21,8 %, виробництво — 16,1 %, транспорт — 14,0 %, роздрібна торгівля — 12,5 %.